# Sören Börjesson
Lennart Sören Börjesson, även känd som Mäster Sören, född 14 mars 1956, död 26 september 2024 i Hovås, var en svensk fotbollsspelare och tränare som blev svensk mästare med Örgryte IS 1985.

## Biografi
Sören Börjesson var son till Helge Börjesson som spelade som högerback i Örgryte IS när laget låg i division II. Hans farbror Rune Börjesson var framgångsrik spelare i Örgryte IS som skyttekung när laget låg i allsvenskan. Han växte upp i vaktmästarbostaden i Backa skola (idag Askimsskolan) där han gick de första skolåren. Han gick sedan på Nordhemsskolan och på Schillerska gymnasiet.
Sören Börjesson sågs som 16-åring som ett jättelöfte och som ny storstjärna på mittfältet. Han debuterade i A-lagssammanhang som 16-åring för Hovås IF. Han debuterade i Öis A-lag 1973 under perioden då hans pappa var tränare för laget. Börjesson var även en talang i tennis.
Börjesson kom fram som teknisk mittfältare i Örgryte IS under 1970-talet. Örgryte åkte upp och ner mellan allsvenskan och division II innan laget 1980 lyckades ta sig tillbaka till allsvenskan och etablera sig. Börjesson var lagets stora stjärna när Örgryte vann SM-guld efter finalseger över IFK Göteborg 1985. Samma år blev han, tillsammans med Peter Karlsson och Billy Lansdowne i Kalmar FF, skyttekung i allsvenskan med 10 mål. Han spelade även i A-landslaget och noterades för 5 A-landskamper.
Börjesson flyttade 1985 till Stockholm för att studera till gymnastikledare på Gymnastik- och idrottshögskolan. Han började då spela i Djurgårdens IF där han spelade på mittfältet med bland andra Stefan Rehn. Han flyttade sedan hem till Göteborg och arbetade som idrottslärare innan han 1996 blev anställd av Örgryte IS. Han var bland annat assisterande tränare till Erik Hamrén 1998–2003. Det var Örgrytes bästa period på många år med en fjärdeplats 1999 som följdes av bland annat en tredjeplats 2002. Örgryte blev även svenska cupmästare 2000.
Från VM-uppehållet 2006 fram till säsongens slut var han huvudtränare i Örgryte IS efter att ha efterträtt Zoran Lukic. Dessförinnan var Börjesson ungdomstränare och assisterande tränare för Örgrytes A-lag, och arbetade också som idrottslärare på Hovåsskolan och Nordhemsskolan i Göteborg. Han var även lärare på fotbollsledarlinjen på Göteborgs Folkhögskola.
Inför säsongen 2007 fick Börjesson ansvaret för klubbens talangutveckling. Även 2017 och 2020 hoppade han in som huvudtränare för Örgryte under senare delen av säsongen.
Han efterlämnar sin fru, två döttrar och fyra barnbarn.

## Meriter
- Svensk mästare 1985
- Allsvensk skyttekung 1985

## Tränaruppdrag
- Örgryte IS (2006, 2017, 2020)

### Webbsidor
- Lista på landskamper, svenskfotboll.se, läst 2013 01 29